# Enver-Pascha-Brücke
Die Enver-Pascha-Brücke befand sich im Potsdamer Stadtteil Babelsberg und überquerte den Teltowkanal zwischen Neubabelsberg und Klein Glienicke. Die am 3. September 1901 fertiggestellte Brücke war etwa 30 Meter lang und 10 Meter breit. Sie verband die Allee nach Glienicke mit der Wannseestraße und war – im Gegensatz zu der benachbarten Parkbrücke – geteilt in einen Fußgängerbereich und in einen Teil für den Fahrzeugverkehr.
Ihr Name ging auf den osmanischen Kriegsminister und Politiker Damat Ismail Enver (Enver Pascha) zurück, der im Jahr 1909 als Militärattaché nach Berlin kam und bis 1911 in Klein Glienicke wohnte. Während seiner Emigrationszeit ab 1918 kehrte er nochmals nach Neubabelsberg zurück. Ursprünglich hieß sie einfach Babelsberger Brücke oder Schlossbrücke, wegen ihrer Verbindung zum Schloss Babelsberg. 1915 wurde sie nach Enver Pascha umbenannt. In seiner Zeit als Militärattaché verkehrte er häufig in der nahegelegenen Villa von Friedrich Sarre, wo er auch 1918 bis 1921 während seines Berliner Exils lebte. Seine Wohnung befand sich seit 1909 in Neubabelsberg, Kaiserstraße 27.
Die Brücke wurde 1945 im Laufe der Kampfhandlungen des Zweiten Weltkrieges von deutschen Truppen gesprengt. Zur Zeit der DDR galt das fast ganz von West-Berlin umschlossene Klein-Glienicke als „Sondersicherheitszone“. Den Fahrzeugverkehr dorthin übernahm die Parkbrücke, die zugleich der DDR-Grenzpolizei als Kontrollpunkt diente. Planungen für den Wiederaufbau der Enver-Pascha-Brücke ab 1952 wurden nicht realisiert. In den 1970er Jahren wurden stattdessen zwei nicht begehbare Doppel-T-Träger zwischen die erhaltenen Brückenköpfe montiert, die zur Überführung von Rohrleitungen und Kabeln dienen.

## Löschung des Brückennamens
Auf Antrag der Fraktion Sozial.Die Linke hat Potsdams Oberbürgermeister Mike Schubert (SPD) die amtliche Einziehung des Brückennamens und die Löschung aus dem Straßenverzeichnis veranlasst. Der osmanische Kriegsminister Enver Pascha gilt als einer der Hauptverantwortlichen für den Völkermord an Armeniern im Jahr 1915.

## Brückenneubau (geplant)
Das Wasserstraßen-Neubauamt plant mittelfristig den Neubau der Straßenverbindung zwischen Babelsberg und Klein Glienicke. Die Enver-Pascha-Brücke befindet sich im Eigentum und in der Unterhaltungslast des Bundes. Sie sollte ursprünglich mit dem zum Verkehrsprojekt Deutsche Einheit gehörenden Ausbau des Teltowkanals durch einen Neubau ersetzt werden. Das VDE Nr. 17 als einziges Wasserstraßenprojekt hat diesen Plan aber nicht weiter verfolgt. Ein Wiederaufbau der Brücke durch den Bund kann nur noch im Rahmen einer bundesweiten Priorisierung von Brückenbauvorhaben erfolgen. Nach Ansicht des zuständigen Wasserstraßen-Neubauamtes ist eine Realisierung in den Jahren 2027/28 möglich. Da die Brücke für den Schiffsverkehr auf dem Kanal nicht relevant sei und falls die Stadt Potsdam für den Wiederaufbau eine höhere Priorität ansetzen sollte, bestände laut Aussage des Amtes die Möglichkeit, dass die Landeshauptstadt als Baulastträger die Vorhabensträgerschaft selber übernimmt und früher baut. Laut der Rathaussprecherin habe die Stadt jedoch kein Interesse die Trägerschaft für die Brücke zu übernehmen, da die Stadt selber für fast 60 Brücken verantwortlich ist.

## Siehe auch

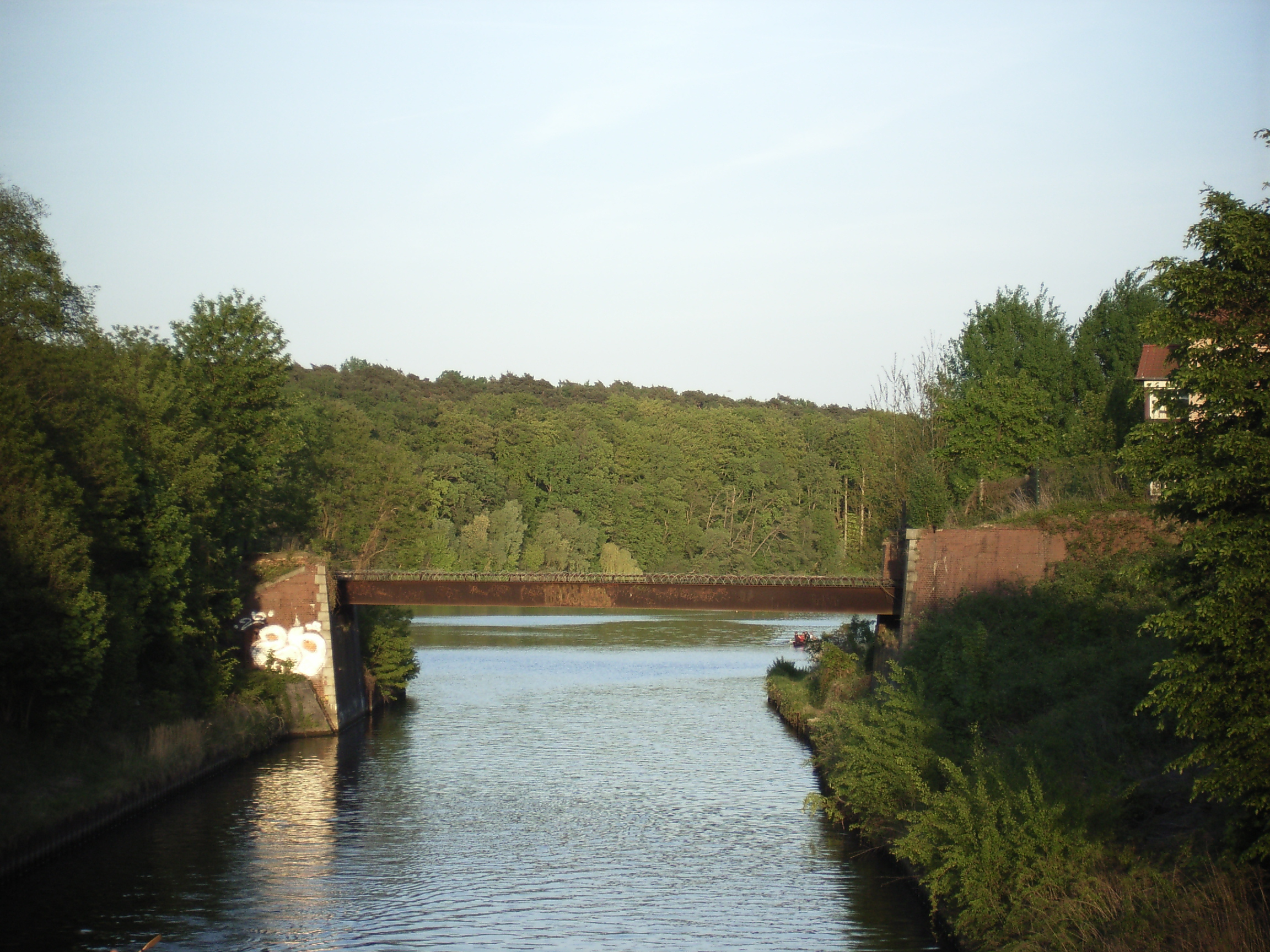
Blick nach Osten in Richtung Griebnitzsee
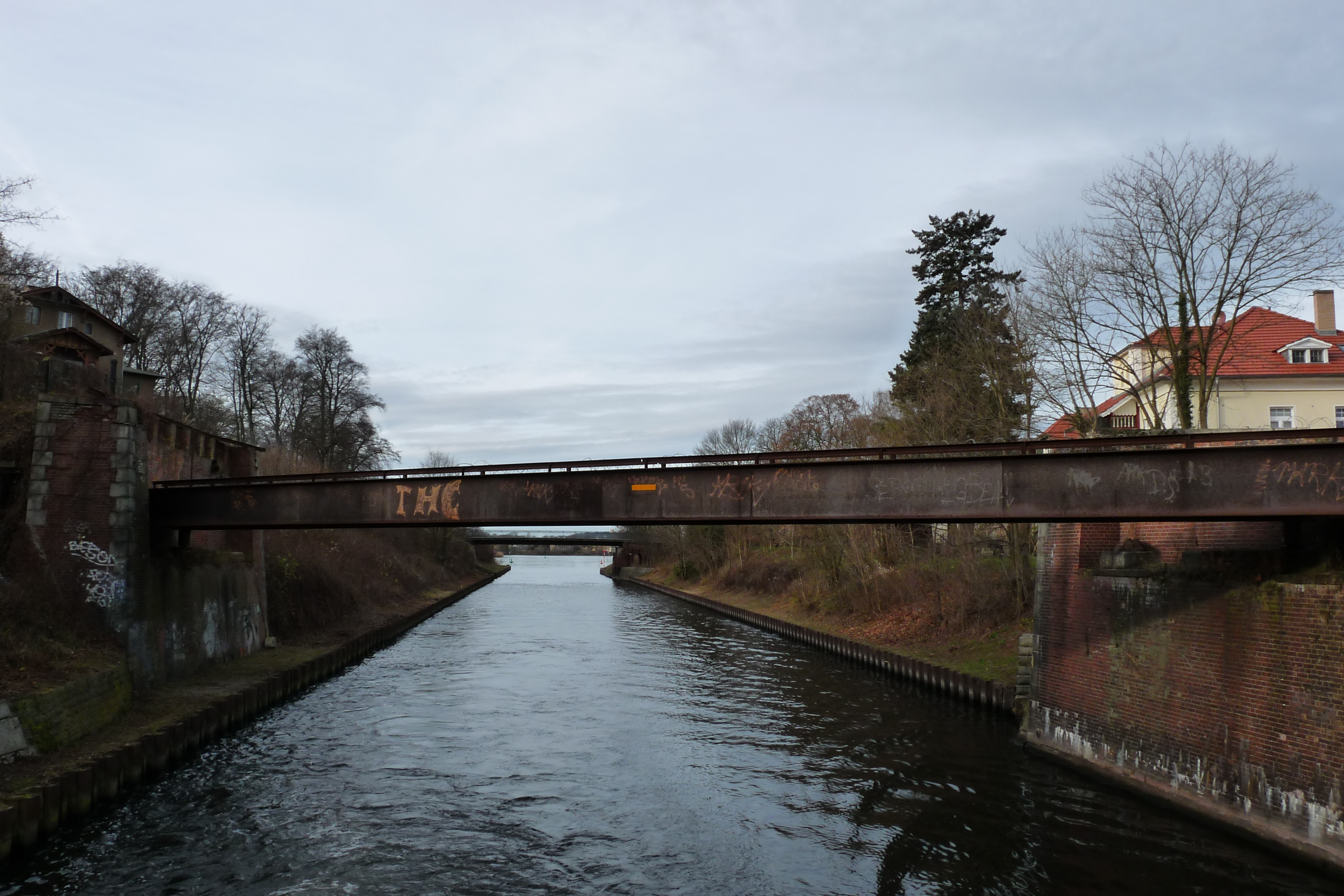
Blick nach Westen in Richtung Glienicker Lake; im Hintergrund die Parkbrücke